# Flamengo (Rio de Janeiro)
Flamengo è un quartiere (bairro) della Zona Sud della città di Rio de Janeiro in Brasile. In tale quartiere è collocato il Monumento nazionale ai caduti della II guerra mondiale

## Amministrazione
Flamengo fu istituito come bairro a sé stante il 23 luglio 1981 come parte della Regione Amministrativa IV - Botafogo del municipio di Rio de Janeiro.